# Pietro (fratello di Maurizio)
Pietro (fl. VI secolo) è stato un generale bizantino del tardo VI secolo, fratello dell'Imperatore Maurizio.

## Biografia
Figlio di Paolo e fratello del futuro imperatore Maurizio, secondo alcune fonti sarebbe stato anche il padre di Domiziano, vescovo di Melitene. Invitato a corte con il padre Paolo quando suo fratello Maurizio divenne imperatore, essi ricevettero dal fratello i possedimenti terrieri del fratello di Giustino II, Marcello.
Nell'autunno 593 Maurizio lo nominò magister militum per Thracias, ovvero comandante supremo delle truppe comitatensi bizantine stanziate in Tracia, come successore di Prisco. Dovette però attendere che Prisco terminasse la campagna del 593, prima di assumere de facto il comando dell'esercito, cosa che avvenne solo nella primavera 594, quando, passando per Perinto e Drazipera, raggiunse il suo esercito a Odesso; qui i soldati si ammutinarono quando il loro nuovo comandante annunciò che Maurizio aveva ordinato la riduzione delle loro paghe, per risparmiare sulle spese militari, ma Pietro riuscì a riportarle all'ordine negoziando condizioni meno sfavorevoli ad esse. La campagna del 594, combattuta a nord del Danubio contro gli alleati slavi e bulgari degli Avari, terminò però con una grave sconfitta inflitta alle forze bizantine dagli Slavi. In seguito al fallimento della campagna militare, Maurizio privò il fratello del comando dell'esercito, richiamandolo a Costantinopoli.
Nell'estate/autunno 601 Pietro riottenne dall'imperatore fratello la carica di magister militum per Thracias. Accampatosi per l'estate a Palatiorum, in autunno cercò di prevenire un attacco degli Avari in Dardania, dopodiché ritornò in Tracia per svernare. Nell'estate 602 Maurizio, temendo un attacco degli Avari nelle vicinanze di Costantinopoli, ordinò all'esercito di attraversare il Danubio per attaccare il nemico; successivamente lo stesso Maurizio ordinò all'esercito di svernare a nord del Danubio, provocando però l'ammutinamento dell'esercito, che riteneva l'imposizione di Maurizio inaccettabile. Pietro non riuscì a riportare alla calma i ribelli, che elessero imperatore Foca, un centurione, e marciarono verso la capitale, con l'intento di rovesciare Maurizio; Pietro, perso il controllo dell'esercito, fuggì a Costantinopoli, avvertendo il fratello del pericolo che correva. Questo però non impedì a Foca di entrare da trionfatore a Costantinopoli, dove si fece incoronare imperatore; lo stesso Foca ordinò l'esecuzione di Maurizio e di molti dei suoi parenti maschi, tra cui Pietro, che venne giustiziato alla fine del 602.
Pietro aveva la carica di curopalate e, secondo una fonte siriaca sospetta, potrebbe anche aver detenuto in un momento imprecisato la carica di magister militum per Orientem, anche se potrebbe essere un errore del cronista, che potrebbe essersi confuso con il cognato dell'Imperatore, Filippico.